# UM Airlines
UM Air (укр. Українсько-середземноморські авиалинии), Украинско-среднеземноморские авиалинии — авиакомпания, базировавшаяся в Киеве.

## История
Авиакомпания была основана ливанскими бизнесменами в 1998 году и начала свою деятельность в июне 2000 года. Она была зарегистрирована как акционерное общество открытого типа. В 2003 году UM Air насчитывала более 500 сотрудников и перевезла 210 000 пассажиров. В 2007 году Авиаадминистрация Украины отказала UM Air в продлении лицензии из соображений безопасности. В сентябре 2007 года Европейская комиссия запретила украинско-средиземноморским авиалиниям выполнять полеты в воздушном пространстве над Европейским союзом, сославшись на проблемы безопасности. В ноябре 2009 года авиакомпании было разрешено возобновить работу с ее McDonnell Douglas MD-83.
В 2013 году UM Air была одной из двух украинских авиакомпаний, против которых были введены санкции правительства США. UM Air обвинили в поставке BAe 146 иранской авиакомпании Mahan Air и обучении пилотов Mahan Air и техников по техническому обслуживанию. Mahan Air сама уже находилась под санкциями правительства США. Владелец и председатель UM Родриг Мерхей также лично попал под санкции.

## Направления
По состоянию на декабрь 2017 г. UM Air обслуживала следующие направления:
 Иран
- Тегеран - Тегеран (аэропорт)

 Иордания
- Амман - Амман (аэропорт)

 Ливан
- Бейрут - Бейрут (аэропорт)

 Украина
- Киев - Киев (аэропорт) (Базовый)

## Флот

### Текущий парк

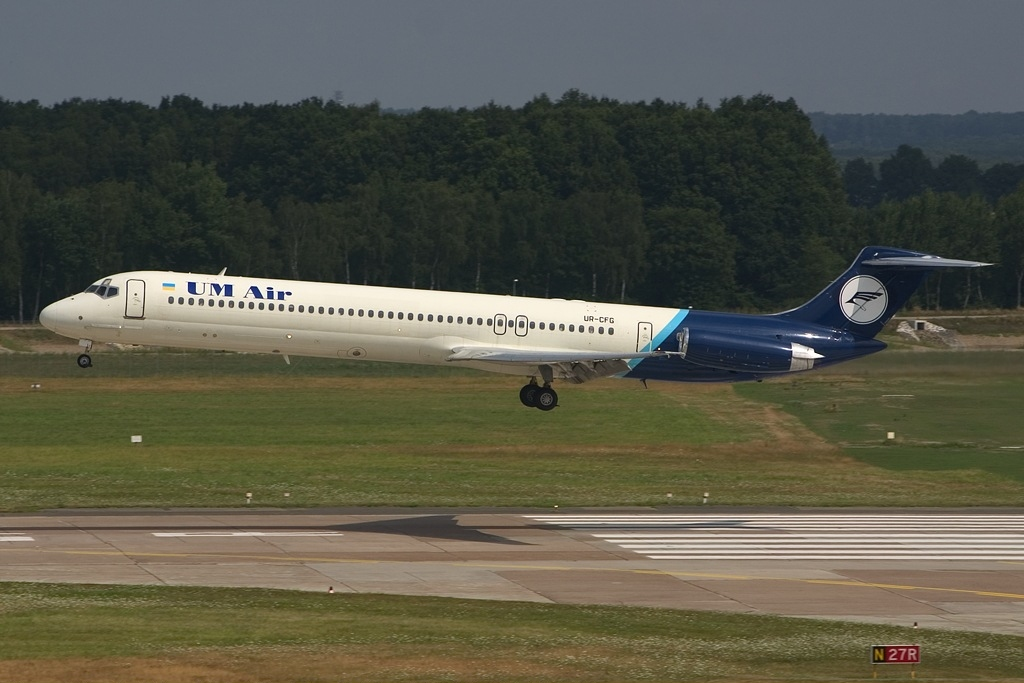
UM Air McDonnell Douglas MD-83

Флот UM Air состоял из следующих самолетов (по состоянию на сентябрь 2016 г.):
| Самолёт                 | Количество | Заказы | Пассажиры | Примечания  |
| ----------------------- | ---------- | ------ | --------- | ----------- |
| McDonnell Douglas MD-83 | 1          | —      | 172       | На хранении |
| Всего                   | 1          | —      |           |             |

### Бывший

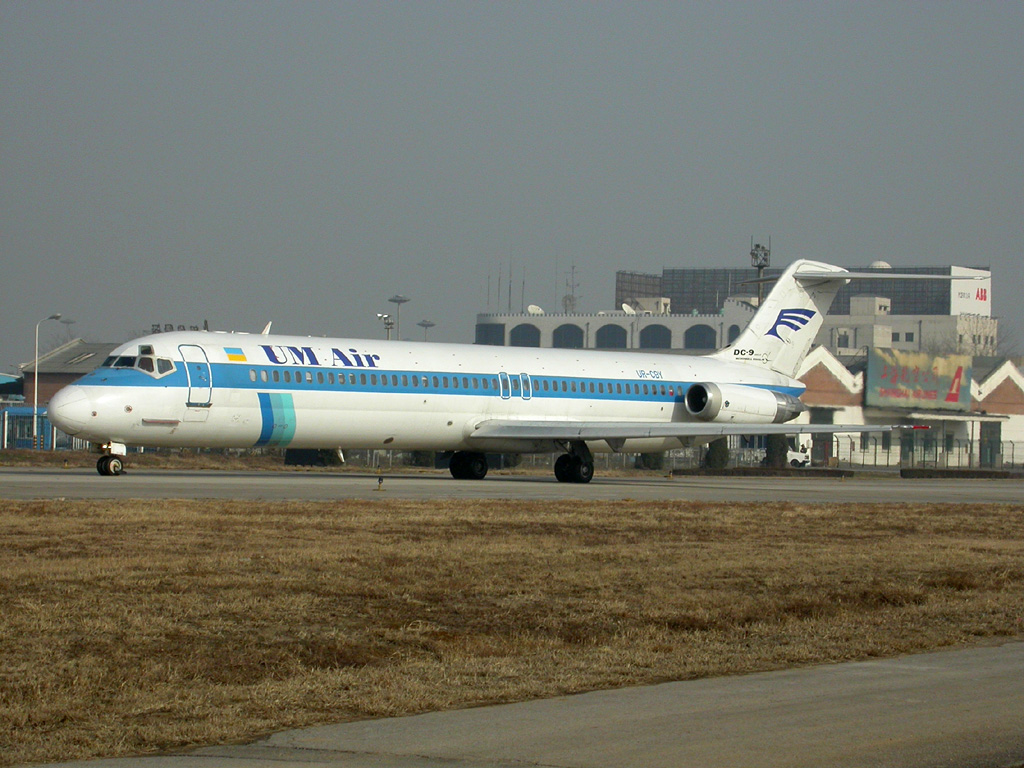
UM Air McDonnell Douglas DC-9 в гибридных цветах своего предыдущего владельца Finnair

- 1 Airbus A320-200[10]
- Ан-24[11]
- British Aerospace Avro RJ85[10]
- British Aerospace Avro RJ100[10]
- British Aerospace BAe 146-300[10]
- Boeing 737-300[10]
- 1 Boeing 737-500[10]
- McDonnell Douglas DC-9-50[10]
- McDonnell Douglas MD-82[10]
- McDonnell Douglas MD-83[10]
- Ту-134А[12]
- Ту-154Б2[13]
- Як-42

## Аварии и инциденты
- 26 мая 2003 г. самолет UM Як-42D, выполнявший рейс 4230, разбился недалеко от Мачка, Трабзон (Турция) с 62 испанскими военнослужащими из Афганистана на авиабазу Сарагоса. Все 75 человек на борту погибли.[14]